# Liste der Kunstwerke im öffentlichen Raum in Wien/Meidling
Diese Liste der Kunstwerke im öffentlichen Raum in Meidling enthält die im „Wien Kulturgut“ (digitalen Kulturstadtplan der Stadt Wien) gelisteten Kunstwerke im öffentlichen Raum (Public Art) im Bezirk Meidling.
Gedenktafeln sind in der Liste der Gedenktafeln und Gedenksteine in Wien/Meidling angeführt.

## Kunstwerke
| Foto |                 | Name | Typ                                      | Standort                                                                           | Künstler                   | Datierung          | Beschreibung | Metadaten |
| ---- | --------------- | --- | ---------------------------------------- | ---------------------------------------------------------------------------------- | -------------------------- | ------------------ | --- | --- |
| ja   | Datei hochladen | 4 Reliefs „Abstrakte Figurenfriese“ ID: 42720                                                                    | Profanplastiken/Kunst am Bau freistehend | Am Schöpfwerk 31 Standort                                                          | Eduard Robitschko          | 1979               | Betonstelen mit Figuren | Standort: Hochhaus-Luftschächteverkleidung in der Wohnhausanlage im Innenhof nächst U6-Station                                                     |
| ja   | Datei hochladen | Annenbildstock Vulgo: Anna-Kapelle ID: 61487                                                                     | Sakrale Kleindenkmäler                   | gegenüber An den Eisteichen 2, an der Ecke Hetzendorfer Straße Standort            |                            | Mitte 19. Jh.      | Der kapellenartige Breitpfeiler hat ein Kruzifix in einem vergitterten Segmentbogen. Bei der Eröffnung der U-Bahn wurde er um 180° gedreht. | Standort: Bei der U-Bahnstation |
| ja   | Datei hochladen | Putti, eine Weltkugel tragend, für Zierbrunnen ID: 78332                                                         | Profanplastiken/Kunst am Bau freistehend | Arndtstraße 27-29 / Malfattigasse 1-5 Standort                                     | Stanislaus Plihal          | 1929               | Steinbrunnen mit drei kleineren Figuren mit dem Gesicht nach außen in der Mitte, die eine große Kugel heben | Standort: Fröhlich-Hof |
| ja   | Datei hochladen | Moldauer-Kapelle ID: 45017                                                                                       | Sakrale Kleindenkmäler                   | vor Arnsburggasse 2, Ecke Betty-Roose-Weg Standort                                 |                            |                    | Die Kapelle hat einen querrechteckigen Grundriss, eine hohe Rundbogenöffnung und ein Satteldach. In ihr befindet sich eine Kopie des von Șerban I. Cantacuzino 1683 gestifteten Kreuzes aus dem Jahr 1961. Aus diesem Jahr stammen auch die byzantinisierenden Wandmalereien im Inneren. | |
| ja   | Datei hochladen | Șerban Cantacuzino ID: 71761                                                                                     | Denkmäler                                | vor Arnsburggasse 2, Ecke Betty-Roose-Weg Standort                                 |                            | 1983               | Büste Șerban I. Cantacuzinos | |
| ja   | Datei hochladen | Bär ID: 42422 | Profanplastiken/Kunst am Bau freistehend | Atzgersdorfer Straße / Hetzendorfer Straße Standort                                | Elisabeth Turolt           | 1951               | Steinzeugplastik | Standort: Wohnhausanlage |
| ja   | Datei hochladen | Kriegerdenkmal ID: 72250                                                                                         | Denkmäler                                | gegenüber Breitenfurter Straße 13 Standort                                         |                            | 1923               | Kleiner Findling mit Inschriftentafel „Opfer des Weltkrieges“ | |
| ja   | Datei hochladen | Theodor Körner Eiche ID: 93588                                                                                   | Denkmäler                                | gegenüber Breitenfurter Straße 13 Standort                                         |                            | 1913               | Großer Findling mit Inschriftentafel, die sich auf die nebenstehende Theodor-Körner-Eiche bezieht, diese ist seit 2019 auch als Naturdenkmal klassifiziert. | |
| ja   | Datei hochladen | Schieferlkreuz ID: 45015                                                                                         | Sakrale Kleindenkmäler                   | gegenüber Breitenfurter Straße 19, Ecke Wienerbergbrücke Standort                  |                            | 1. Hälfte 19. Jh.  | Auf einem hohen polygonaler Pfeiler in Sichtziegelmauerwerk befindet sich Aufsatz mit Rundbogennische und darin Marienfigur aus Holz. Darüber ist ein geschwungenes Blechdach mit verziertem Strahlenkreuz.                                                                              | Standort: In kleiner Grünanlage |
| ja   | Datei hochladen | Stempelbrunnen Vulgo: Längenfeldbrunnen ID: 59428                                                                | Brunnen                                  | Bruno-Pittermann-Platz / Längenfeldgasse Standort                                  | Josef Trattner             | 1988               | Runder flacher Brunnen mit gewellter Oberfläche | Standort: Zwischen den beiden Aufgängen der U-Bahn-Station Längenfeldgasse. In der Mitte des Parkes                                                |
| ja   | Datei hochladen | Unsterbliche-Opfer-des-Faschismus-Denkmal ID: 97201                                                              | Denkmäler                                | Edelsinnstraße 8 Standort                                                          |                            | 1949               | Denkmal mit Inschrifttafeln im Eingangsbereich des ehemaligen Straßenbahn-Betriebsbahnhofs | Standort: Denkmal im Eingangsbereich Seite Edelsinnstraße 8 des ehemaligen Straßenbahn-Betriebsbahnhofs (Haupteingang Koppreitergasse 5)           |
| ja   | Datei hochladen | Putto mit Zicklein, Zwei Gruppen ID: 78348                                                                       | Profanplastiken/Kunst am Bau freistehend | Fockygasse 53 Standort                                                             | Rudolf Schmidt             | 1931               | Zwei Steinfiguren | Standort: in Wohnanlage |
| ja   | Datei hochladen | Hl. Johannes von Nepomuk ID: 45012 HERIS-ID: 28889 Objekt-ID: 25496                                              | Sakrale Kleindenkmäler                   | Gaudenzdorfer Gürtel, Ecke Flurschützgasse 1A Standort                             |                            | Mitte 18. Jh.      | Diese Figurengruppe ist eine der wenigen Darstellungen des Brückensturzes des hl. Johannes Nepomuk in Wien. Der Heilige kniet mit dem Kreuz in der Hand, während eine andere Figur dabei ist, ihn hinunterzustürzen. Der Sockel ist als stilisierte Brücke ausgeführt.                   | Standort: Vor der Neumargaretner Pfarrkirche Unbefleckte Empfängnis Mariens                                                                        |
| ja   | Datei hochladen | Josef-Maurer-Denkmal ID: 77136                                                                                   | Denkmäler                                | Hermann-Broch-Gasse 1, Hervicusgasse Standort                                      |                            | 1984               | Büste des Genossenschaftsvorsitzenden Josef Maurer auf Sockel, daneben eine Tafel, die den Namen des Josef-Maurer-Hofes anzeigt | Standort: In der Grünfläche. |
| ja   | Datei hochladen | Zierbrunnen ID: 42603                                                                                            | Profanplastiken/Kunst am Bau freistehend | Hetzendorfer Straße 100-104 Standort                                               | Heidelinde Warlamis        | ca. 1977           | farbig glasierter Steinzeugbrunnen | Standort: Wohnhausanlage |
| ja   | Datei hochladen | Sphinx (links) ID: 78351 HERIS-ID: 29048 Objekt-ID: 25671                                                        | Profanplastiken/Kunst am Bau freistehend | Hohenbergstraße / Grünbergstraße Standort                                          |                            |                    | | Standort: Maria Theresienbrücke (Tivolibrücke) links                                                                                               |
| ja   | Datei hochladen | Sphinx (rechts) ID: 78353 HERIS-ID: 29048 Objekt-ID: 25671                                                       | Profanplastiken/Kunst am Bau freistehend | Hohenbergstraße / Grünbergstraße Standort                                          |                            |                    | | Standort: Maria Theresienbrücke (Tivolibrücke) rechts                                                                                              |
| ja   | Datei hochladen | Meidlinger-Künstler-Denkmal (für Anton Hlavaček, Fritz Stüber-Gunther, Oskar Pach, Franz Josef Zierer) ID: 73965 | Denkmäler                                | Hufelandgasse 3 / Ruckergasse. Thersienbadpark. Standort                           | Fritz Hänlein              |                    | Obelisk auf Vierkantsockel mit den Portraitmedaillons von Anton Hlavaček, Fritz Stüber-Gunther, Oskar Pach und Franz Josef Zierer | Standort: Nordwestlicher Teil. |
| ja   | Datei hochladen | Bronzeplastik „Schwimmer“ ID: 42386                                                                              | Profanplastiken/Kunst am Bau freistehend | Hufelandg. 3 / Theresienbadg. Standort                                             | Oskar Thiede               | 1955               | Bronzeplastik | Standort: vor dem Theresienbad |
| ja   | Datei hochladen | Plastik „Bache mit Frischlingen“ ID: 41474                                                                       | Profanplastiken/Kunst am Bau freistehend | Jägerhausg. / Hallensteing. Standort                                               | Hannes Haslecker           | 1959               | Natursteinplastik | Standort: Wohnhausanlage, Südblock |
| ja   | Datei hochladen | Musizierende Putti ID: 78354                                                                                     | Profanplastiken/Kunst am Bau freistehend | Karl-Löwe-Gasse 15 Standort                                                        | Josef Franz Riedl          |                    | Zwei Putti aus Kalksandstein, einer mit Bass, einer mit Ziehharmonika | Standort: im Kindergarten |
| ja   | Datei hochladen | Hl. Augustinus ID: 45011 HERIS-ID: 28978 Objekt-ID: 25595                                                        | Sakrale Kleindenkmäler                   | Khleslplatz, Kirchenvorplatz zwischen Khleslplatz 1 und Khleslplatz 10 Standort    |                            | 1723               | Darstellung des hl. Augustinus als Bischof mit Bischofsstab und einem Buch mit aufrecht stehenden Herzen | Standort: Vor der Altmannsdorfer Pfarrkirche St. Oswald                                                                                            |
| ja   | Datei hochladen | Hl. Johannes von Nepomuk ID: 45013                                                                               | Sakrale Kleindenkmäler                   | neben Khleslplatz 11 Standort                                                      |                            | 3. Viertel 18. Jh. | In einer kapellenartigen Mauernische steht die Figur des hl. Johannes Nepomuk mit Kreuz und Märtyrerpalme in der einen und Birett in der anderen Hand, mit Sternenkranz über dem Kopf.                                                                                                   | |
| ja   | Datei hochladen | Pietá ID: 45014                                                                                                  | Sakrale Kleindenkmäler                   | gegenüber Kirchfeldgasse 17, Ecke Auer-Welsbachstraße Standort                     |                            | 1779               | Auf einem von niedrigem Ziergitter umgebener, vierseitiger, profilierter Pfeiler, der mit Kartusche, Girlanden, Trauben und Engelskopf verziert ist, befindet sich eine Pietà-Darstellung aus 1851, die eine ältere Marienstatue ersetzt.                                                | Standort: Unter einer Kastanie, in kleiner Grünanlage                                                                                              |
| ja   | Datei hochladen | Aufspringendes Pferd ID: 42423                                                                                   | Profanplastiken/Kunst am Bau freistehend | Kobingergasse / Schönbrunner Str. 195 / Arndtstr. Standort                         | Elisabeth Turolt           | 1970               | Bronzeplastik | Standort: Wohnhausanlage |
| ja   | Datei hochladen | Spielplastik „Kinderrutsche mit Becken“ ID: 41489                                                                | Profanplastiken/Kunst am Bau freistehend | Kundratstraße / Karplusgasse 10-12 / Köglergasse Standort                          | Rudolf Friedl              | ca. 1959           | Kunststein mit Mosaik | Standort: Wohnhausanlage, von Wiener Wohnen eingezäunt                                                                                             |
| ja   | Datei hochladen | Mosaikobjekt „Windrose“ ID: 41895                                                                                | Profanplastiken/Kunst am Bau freistehend | Kundratstraße / Karplusgasse 10-12 / Köglergasse Standort                          | Arnulf Neuwirth            |                    | Keramikobjekt mit Mosaiken | Standort: Wohnhausanlage auf dem Rodelhügel |
| ja   | Datei hochladen | Brunnen mit „liegender weiblicher Figur – Woge“ ID: 42668                                                        | Profanplastiken/Kunst am Bau freistehend | Kundratstraße / Karplusgasse 10-12 / Köglergasse Standort                          | Georg Zauner               |                    | Natursteinplastik, der zugehörige Brunnen ist außer Betrieb und zugewachsen. | Standort: im Wohnheim |
| ja   | Datei hochladen | Liegendes Rind ID: 57015                                                                                         | Profanplastiken/Kunst am Bau freistehend | Längenfeldgasse 13-15 Standort                                                     | Gabriele Waldert           |                    | Bronzeplastik, von der ehemaligen Berufsschule für Fleischer nahe dem Wiener Zentralviehmarkt transferiert | Standort: Berufsschule – am Gang |
| ja   | Datei hochladen | Abstrakte Eisenplastik ID: 42058                                                                                 | Profanplastiken/Kunst am Bau freistehend | Längenfeldgasse 13-15 Standort                                                     | Eduard Robitschko          | 1964               | Eisenplastik mit Darstellung verschiedener Druckmodel aus Bronze | Standort: Zentralberufsschule |
| ja   | Datei hochladen | Die Lesende ID: 78358                                                                                            | Profanplastiken/Kunst am Bau freistehend | Längenfeldgasse 16 Standort                                                        | Rudolf Schmidt             | 1930               | Steinfigur einer unbekleideten Frau mit Kind auf einem Sockel | Standort: Lorenshof, im 2. Hof |
| ja   | Datei hochladen | Musizierende Putti ID: 78359                                                                                     | Profanplastiken/Kunst am Bau freistehend | Längenfeldgasse 68 (Fuchsenfeldhof) Standort                                       | Josef Franz Riedl          |                    | Gruppe von zwei Putti aus Stein, der eine mit Holzblas-, der andere mit Blechblasinstrument | Standort: im zweiten Hof |
| ja   | Datei hochladen | Bronzeplastik „Musizierende Kinder“ ID: 41228                                                                    | Profanplastiken/Kunst am Bau freistehend | Marschallplatz-Hervicusgasse / Hermann-Broch-G. 2 Standort                         | Margarete Bistron-Lausch   |                    | Bronzeplastik | Standort: Schule |
| ja   | Datei hochladen | Aufstrebend ID: 42604                                                                                            | Profanplastiken/Kunst am Bau freistehend | Max-Hegele-Weg 14 / Lichtensterngasse Standort                                     | Herbert Wasenegger         | ca. 1969           | Kalksandsteinplastik | Standort: Am Schöpfwerk – Wohnhausanlage |
| ja   | Datei hochladen | Votivsäule ID: 45010 HERIS-ID: 28943 Objekt-ID: 25555                                                            | Sakrale Kleindenkmäler                   | vor Meidlinger Hauptstraße 3 Standort                                              |                            | 1687               | Der Bildstock besteht aus einer toskanischen Säule mit volutengerahmter Kartusche und einem Aufsatz, der einen Gnadenstuhl sowie ein die Bekehrung Pauli darstellendes Relief zeigt. Die Inschriften lauten Ex voto 1687 und RV, LR 1756.                                                | Standort: In Grünfläche zwischen zwei Bäumen |
| ja   | Datei hochladen | Plastik „Badende“ ID: 42556                                                                                      | Profanplastiken/Kunst am Bau freistehend | Niederhofstraße 10-12 / Mandlgasse 9-15 Standort                                   | Alexander Wahl             | 1957               | Natursteinplastik | Standort: Wohnhausanlage |
| ja   | Datei hochladen | Prismenfigur, polyphon aufgebaut ID: 41598                                                                       | Profanplastiken/Kunst am Bau freistehend | Oswaldgasse 19 Standort                                                            | Alois Heidel               | 1973               | Plastik aus Kupferplatten | Standort: Wohnhausanlage |
| ja   | Datei hochladen | Wilhelmsdorfer Kapelle ID: 45006 HERIS-ID: 28938 Objekt-ID: 25550                                                | Sakrale Kleindenkmäler                   | Rauchgasse 5 Standort                                                              |                            | 1827               | In einer kleinen mit Ziergitter versperrten Nische befinden sich ein Altar mit Halbsäulen und einem Tabernakel mit Engelsfiguren und verschiedene Heiligenbilder. | Standort: In das Wohnhaus integriert |
| ja   | Datei hochladen | Brunnenplastik „Mutterglück“ ID: 50403                                                                           | Profanplastiken/Kunst am Bau freistehend | Rauchgasse 15-17 / Wilhelmstraße 20-24 Standort                                    | Michael Drobil             | 1951               | Natursteinplastik in Brunnenschale | Standort: Wohnhausanlage |
| ja   | Datei hochladen | Skulpturengruppe Ziegelschupferinnen ID: 78363                                                                   | Profanplastiken/Kunst am Bau freistehend | Rosenhügelstraße / Wundtgasse Standort                                             | Oskar Höfinger             | 1985               | Fünf lebensgroße Kunststeinfiguren, die an die Rolle der Frauen bei der Errichtung der Gemeindebauten erinnern sollen | Standort: Wohnhausanlage |
| ja   | Datei hochladen | Plastik „Mann mit Kalb“ ID: 42575                                                                                | Profanplastiken/Kunst am Bau freistehend | Ruckergasse 58 Standort                                                            | Gabriele Waldert           | 1963               | Kunststeinplastik | Standort: Wohnhausanlage |
| ja   | Datei hochladen | Hl. Johannes von Nepomuk ID: 45018                                                                               | Sakrale Kleindenkmäler                   | bei Schlöglgasse 41 Standort                                                       |                            | Mitte 18. Jh.      | Der Heilige trägt ein Kruzifix und eine Märtyrerpalme und steht unterhalb eines Metallbaldachins auf einem Volutensockel | Standort: An der Seitenfassade der Wohnhausanlage                                                                                                  |
| ja   | Datei hochladen | Schmuckvasen und Putti ID: 45009                                                                                 | Profanplastiken/Kunst am Bau freistehend | Schloss Hetzendorf, Hetzendorferstraße 79 Standort                                 |                            | 2. Hälfte 18. Jh.  | Auf den Inneren Pfeilern der Toranlage von Schloss Hetzendorf befindet sich je eine Gruppe von zwei Putten um eine Ziervase. | Standort: Auf den Pfeilern der Toranlage |
| ja   | Datei hochladen | Bacchus mit Faun ID: 45008                                                                                       | Profanplastiken/Kunst am Bau freistehend | sog. Schloss Altmannsdorf, heute Dr.-Karl-Renner-Institut, Khleslplatz 12 Standort |                            | um 1820            | Mit Weilaub bekränzte Jünglingsfigur eine Weinschale haltend mit einem Faun | Standort: Im Garten |
| ja   | Datei hochladen | Flötenspieler ID: 45007                                                                                          | Profanplastiken/Kunst am Bau freistehend | sog. Schloss Altmannsdorf, heute Dr.-Karl-Renner-Institut, Khleslplatz 12 Standort |                            | um 1820            | Flötenspielende Jünglingsfigur mit umschlungenem Löwenfell an einem Baumstumpf lehnend | Standort: Im Garten, nahe der Fassade |
| ja   | Datei hochladen | Abstrakte Form ID: 41500                                                                                         | Profanplastiken/Kunst am Bau freistehend | Schönbrunner Allee 2-22 / Gaßmannstraße Standort                                   | Gertrude Fronius           | 1967               | Bronzeplastik | Standort: Wohnhausanlage |
| ja   | Datei hochladen | Rutschbahn ID: 42022                                                                                             | Profanplastiken/Kunst am Bau freistehend | Steinbauergasse 36 / Längenfeldgasse 20 Standort                                   | Mario Petrucci             | 1953               | Mosaizierte Kunststeinrutsche | Standort: Wohnhausanlage, Bebelhof |
| ja   | Datei hochladen | Trinkbrunnen mit Frosch ID: 91378                                                                                | Profanplastiken/Kunst am Bau freistehend | Steinbauerstraße 36 / Längenfeldgasse 20 Standort                                  | Mario Petrucci             | 1953               | Kunststeinbrunnen mit Mosaiken und Bronzeplastik | Standort: Wohnhausanlage, Bebelhof |
| ja   | Datei hochladen | 2 Plastiken „Waschbär“, „Wolfsspitz“ ID: 42557                                                                   | Profanplastiken/Kunst am Bau freistehend | Stüber-Gunther-Gasse 2 – Geriatriezentrum Meidling Standort                        | Alexander Wahl             | 1960               | Skulpturen aus Salzburger Marmor und steirischem Serpentin, seit 2011 am jetzigen Standort, vorher Breitenfurter Straße / Rodauner Straße | Standort: Bei U6 Tscherttegasse – Gegenüber vom Friedhof Altmannsdorf – Vor dem Haupteingang des Geriatriezentrums links in einem hofartigen Platz |
| ja   | Datei hochladen | Sitzendes Mädchen ID: 42496                                                                                      | Profanplastiken/Kunst am Bau freistehend | Theresienbadgasse 9/Stg. 5 / Meidlinger Hauptstraße / Hufelandgasse Standort       | Rudolf Schwaiger           | 1956               | Bronzeplastik | Standort: Wohnhausanlage |
| ja   | Datei hochladen | Plastik „Vogelbaum“ ID: 42351                                                                                    | Profanplastiken/Kunst am Bau freistehend | Tivoligasse 4-6 Standort                                                           | Joana Steinlechner-Bichler |                    | Natursteinplastik | Standort: Wohnhausanlage |
| ja   | Datei hochladen | 2 Plastiken „Zwei Ruhende“ ID: 42498                                                                             | Profanplastiken/Kunst am Bau freistehend | Unter-Meidlinger-Straße 20 Standort                                                | Hilde Uray                 |                    | Skulpturen aus Karst-Marmor | Standort: Wohnhausanlage |
| ja   | Datei hochladen | Zierbrunnen mit „Tiersäule“ ID: 42696                                                                            | Profanplastiken/Kunst am Bau freistehend | Unter-Meidlinger-Straße 67 Standort                                                | Robert Obsieger            | 1958               | Keramikskulptur | Standort: Kindergarten |
| ja   | Datei hochladen | Seelöwe ID: 41514                                                                                                | Profanplastiken/Kunst am Bau freistehend | Wienerbergstraße 12 Standort                                                       | Othmar Jarmer              | 1954               | Plastik aus Zogelsdorfer Naturstein, 2013 aus der abgerissenen Anlage Wienerbergstraße 38-40 an den jetzigen Standort versetzt | Standort: Wohnhausanlage |
| ja   | Datei hochladen | Bronzeplastik „Sitzendes Mädchen“ ID: 41762                                                                      | Profanplastiken/Kunst am Bau freistehend | Wienerbergstraße 14 Standort                                                       | Hans Knesl                 | 1963               | Bronzeskulptur | Standort: Wohnhausanlage |
| ja   | Datei hochladen | Putto mit Bär ID: 78372                                                                                          | Profanplastiken/Kunst am Bau freistehend | Wienerbergstraße 16 Standort                                                       | Wilhelm Hejda              | 1930               | Steinplastik auf hohem grauem Betonsockel | Standort: im Kindergarten |
| ja   | Datei hochladen | Putto mit Gans ID: 78375                                                                                         | Profanplastiken/Kunst am Bau freistehend | Wienerbergstraße 18 Standort                                                       | Wilhelm Hejda              | 1930               | Steinplastik auf hohem grauem Betonsockel | Standort: im Kindergarten |
| ja   | Datei hochladen | Raumstürmer ST 86 ID: 42721                                                                                      | Profanplastiken/Kunst am Bau freistehend | Zanaschkagasse 26 Standort                                                         | Josef Schagerl             | 1970               | Chrom-Nickel-Stahl-Plastik | Standort: Wohnhausanlage Am Schöpfwerk |

### Nicht mehr aufgestellt
| Foto |                 | Name                 | Typ                                      | Standort                                       | Künstler          | Datierung | Beschreibung                      | Metadaten                        |
| ---- | --------------- | -------------------- | ---------------------------------------- | ---------------------------------------------- | ----------------- | --------- | --------------------------------- | -------------------------------- |
| ja   | Datei hochladen | Trans/Form ID: 42737 | Profanplastiken/Kunst am Bau freistehend | Meidlinger Hauptstraße / Zeleborgasse Standort | Peter Sandbichler |           | Eisenplastik mit Aluminiummodulen | Standort: verkehrsberuhigte Zone |